# Distinguished Flying Cross (Verenigd Koninkrijk)
Het Distinguished Flying Cross, is een Engelse hoge onderscheiding voor daden die getuigen van moed en doorzettingsvermogen tijdens gevechtsvluchten (Engels: "an act or acts of valour, courage or devotion to duty whilst flying in active operations against the enemy"). De onderscheiding werd tot 1993 alleen aan officieren toegekend. Voor hun ondergeschikten was er de "Distinguished Flying Medal". Er is ook een Air Force Cross voor dapperheid die niet in de lucht tentoon werd gespreid.

## Beschrijving
Het Distinguished Service Cross van de marine en het Military Cross van de landmacht worden geacht gelijk in rang aan het Distinguished Flying Cross te zijn. De Distinguished Service Order en het in 1993 ingestelde Conspicuous Gallantry Cross zijn hoger geklasseerd.
Het kruis werd op 3 juni 1918, vrijwel gelijktijdig met de geboorte van de RAF ingesteld door Koning George V van het Verenigd Koninkrijk. De onderscheiding werd behalve aan Britse piloten en op vliegtuigen geplaatste manschappen van andere wapens ook aan vliegeniers van bondgenoten en landen die deel uitmaken van het Gemenebest toegekend.

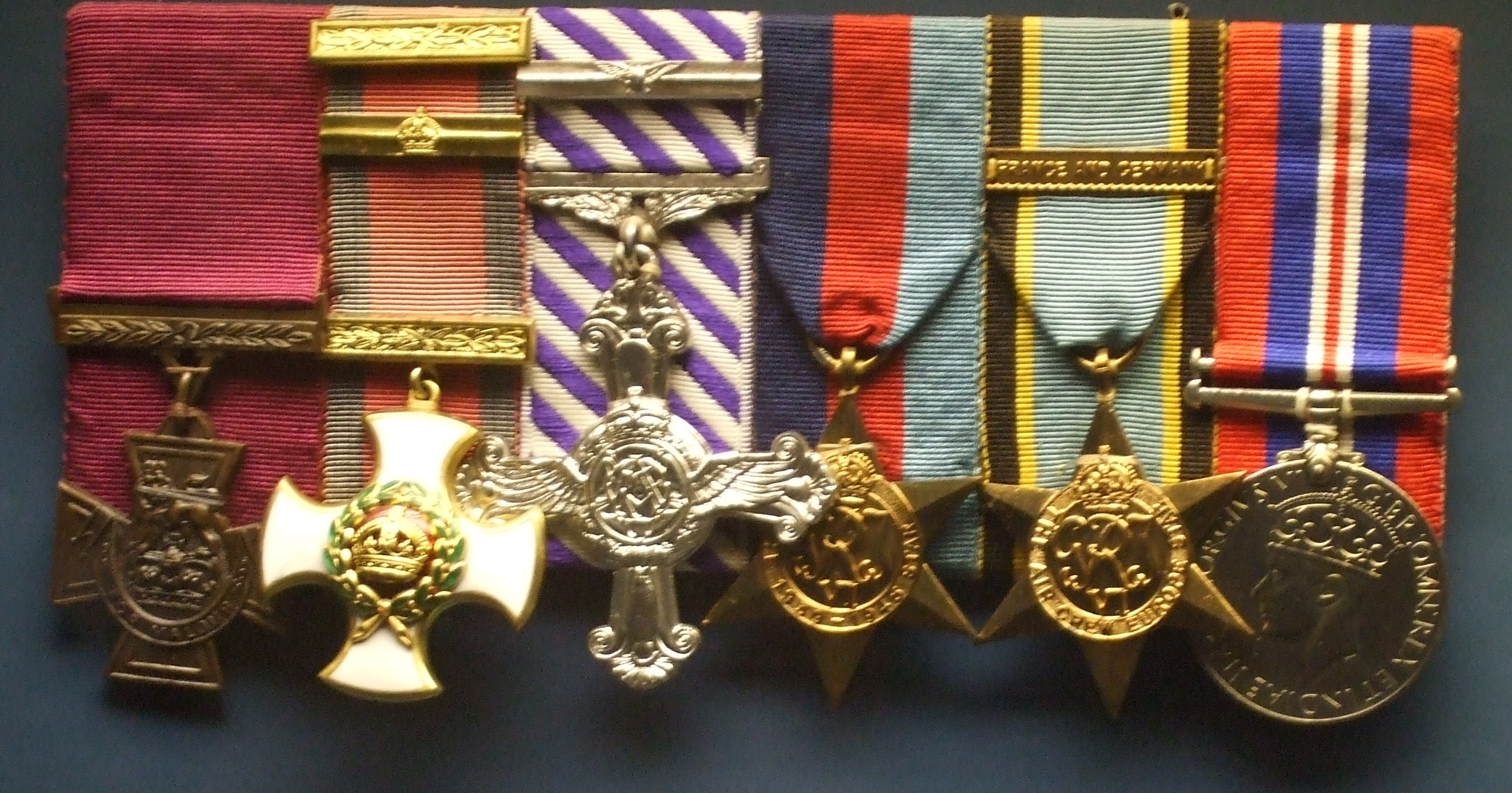
Het Victoria Cross en de DSO met gesp van Guy Gibson VC, DSO, DFC opgemaakt in de Britse hofstijl. Hij draagt een gesp op het lint van zijn Distinguished Flying Cross.

In de Eerste Wereldoorlog werden 1100 kruisen verleend. zeventig mannen kregen de onderscheiding tweemaal en zeven kregen een derde Distinguished Flying Cross toegekend.Zij droegen een of twee gespen op het lint en een of twee zilveren rozen op het baton.
In de Tweede Wereldoorlog werden 20.354 kruisen, 70 eerste en 42 tweede gespen toegekend. 964 piloten van de geallieerde luchtmachten waaronder Jan Bosch. Erik Hazelhoff Roelfzema en Robbert van Zinnicq Bergmann kregen een "honorair" Distinguished Flying Cross.
Ook de twee Golfoorlogen en de Falkland-oorlog leverden piloten een DFC op.
Dragers mogen de letters "DFC" achter hun naam plaatsen.

## Medaille
- Het kruis in een ongeëmailleerd massief zilveren "kruis fleury" en iets meer dan drie centimeter breed. De gespen die als bevestiging dienen zijn van zilver, de bovenste gesp draagt een roos als versiering.

In het midden van het kruis waarvan de armen uit propellerbladen bestaan is een lauwerkrans met daarbinnen het insigne van de RAF aangebracht. Daarboven is de Britse Keizerlijke kroon in reliëf afgebeeld.
De keerzijde draagt het monogram van de regerende koning of koningin. Het jaar waarin het kruis wordt toegekend wordt op de onderste arm gegraveerd.

Het lint was in 1918 wit met brede horizontale paarse strepen. In 1919 veranderde het lint; het werd nu wit met diagonale paarse strepen.

## Trivia
Voor een verdienste die niet in gevechtsvluchten plaatsvindt is er een Air Force Cross beschikbaar.
Prins Bernhard der Nederlanden heeft het Distinguished Flying Cross in 1941 als model gebruikt voor een Nederlands Vliegerkruis in zilver en goud. Het zilveren kruis zou overeenkomen met het Air Force Cross. De zuinige Nederlandse regering volgde zijn suggestie maar half en stelde voor beide verdiensten één enkel zilveren Vliegerkruis in.
Ook de Verenigde Staten en India kennen een Distinguished Flying Cross.

## Belgische dragers van het DFC
- Fernand Jacquet
- Jean Sélys de Longchamps
- Joseph de Puysseleyr (postuum)
- Michel Donnet
- Albert I van België
- Remy Van Lierde
- Paul Cooreman
- Ernest Loop
- Raymond Lallemant (met bar)[2][3]

## Nederlandse dragers van het DFC
- A.A.J. Amsterdam
- R.A.D. van Anemeat
- H.J.A.C. Arens
- Jan Willem Arriens
- Dirk Lucas Asjes RMWO
- W. Bierenbroodspot
- M.A. Bierens de Haan
- Mr. J.W.Th. Bosch: "Jan Bosch"
- Jo Bongaerts
- L.P. Boucher
- R. Cohen
- J.W. Dekker
- G.J. ten Duis
- J. Flinterman
- H.C. Godefroy
- G.H. de Groot
- H.W. Guijt
- D.M. Hagemeijer
- J.'t Hart (met gesp)
- S.E. Hazelhoff Roelfzema RMWO
- F.P.A. Heynert
- J.R.C. Hoboken
- R. van den Honert
- Leendert Jonker 320 Sq
- E.C. Loeff
- L.M. Meijers
- Richard van der Poel
- H. Polderman
- Joseph de Puysseleyr
- Gerard Frederik Rijnders
- W.J. Ritte
- J.G. Roosenburg
- W.M.A. van Rossum
- August van Rossum
- Wladimir Rudenko
- Heije Schaper RMWO
- J.C. Sillevis
- Hendrik (Harry) Sinnema
- Willem Henry Thorbecke
- P.F. Tideman
- A.E.S. Vincent
- B. M. V. Hein
- C. Vlotman
- J. Vonk 321 Sq
- C. Waardenburg
- P. van Waart
- A.V. Wijnberg
- G. van der Wolf
- W. de Wolff
- R.J.E.M. van Zinnicq Bergmann

## Falklandeilanden
In het conflict om de Falklandeilanden werd het Distinguished Flying Cross tweemaal verleend, waarvan eenmaal postuum.
| Batons van de Distinguished Flying Cross | Batons van de Distinguished Flying Cross | Batons van de Distinguished Flying Cross | Batons van de Distinguished Flying Cross |
|                                          | DFC                                      | DFC en Gesp                              | DFC en Twee Gespen                       |
| ---------------------------------------- | ---------------------------------------- | ---------------------------------------- | ---------------------------------------- |
| 1918–1919                                |                                          |                                          |                                          |
| sinds 1919                               |                                          |                                          |                                          |